# Подвижная группа
Подвижная группа — исторический элемент оперативного построения войскового объединения (армии или фронта), предназначенный для развития наступательной операции и навязывания противнику высокоманёвренного боя в оперативной глубине его оборонительных порядков; обычно включается в состав эшелона развития успеха и состоит из механизированных, танковых и/или кавалерийских соединений.
Подвижные группы широко использовались на фронтах Великой Отечественной войны, однако в связи с резким ростом боевых возможностей общевойсковых соединений послевоенного периода нужда в заблаговременном выделении части высокомобильных сил в состав подвижной группы сошла на нет. Их боевые задачи стали сначала прерогативой оперативной манёвренной группы, а затем — фронтового (корпусного, армейского) оперативного мобильного резерва, который либо выделялся в ходе операции из состава первого-второго эшелонов, либо создавался заранее.

## Исторический очерк
Отдалённым прообразом понятия подвижной группы считаются советские кавалерийские группы, которые применялись как средство развития наступления сначала в общевойсковых армиях, а позже и в масштабе целых фронтов на полях сражений Гражданской войны и в годы иностранной военной интервенции в России.
С осмыслением их боевого опыта, необходимость создания специализированных подвижных групп для закрепления успеха и выведение его с тактического уровня на оперативный была отражена в рамках теории глубокой операции и глубокого боя. В дальнейшем, теория и практика использования подвижных групп получила импульс к развитию на основе наработок армейских и фронтовых наступательных операций Великой Отечественной войны. В ходе её начального периода подвижные группы имели смешанный состав (кавалерийские, танковые, стрелковые соединения) и создавались преимущественно в общевойсковых армиях. Крайне редко они создавались и для фронтовых наступательных операций, также имея при этом смешанный состав (один или два кавалерийских корпуса с усилением из танковых частей).
Во втором периоде войны подвижные группы стали более однородными, например в армиях, которые действовали на главном направлении помимо мощного второго эшелона имелись подвижные группы из одного-двух танковых или механизированных корпусов. Начиная с лета 1943 года и до конца войны во фронтах имелось по нескольку подвижных групп, которые получили название эшелона развития успеха. В его состав входили конно-механизированные группы, танковые армии, танковые, кавалерийские и механизированные корпуса.

## Боевое применение
После взламывания тактической зоны обороны противника подвижные группы прорывались в оперативную глубину, перерезали коммуникации и пути отхода сил неприятеля, во взаимодействии с авиацией, воздушными десантами и подвижными группами соседних объединений наносили удары по скоплениям резервов, окружали узлы сопротивления и обороняющиеся группировки врага обеспечивая таким образом конечный успех всей операции.
В зависимости от оперативной обстановки подвижная группа армии вводилась в прорыв примерно на первый или второй день операции, причём нередко часть её сил отвлекалась на завершение прорыва главной оборонительной полосы и захвата с ходу второй полосы или позиций корпусных резервов противника.
Подвижные группы фронта вводились в прорыв обычно на второй или третий день после вскрытия тактической зоны обороны врага. В некоторых операциях они частью сил содействовали войскам первого эшелона по завершению прорыва.
В некоторых операциях основной задачей подвижных групп, состоящих из танковых армий, было не только развитие тактического успеха в оперативный, но и стремительный перенос усилий на новое направление (например — манёвр 2-й танковой армии вдоль реки Висла от Демблина к Варшаве во время Люблин-Брестской операции).